# HNoMS Eidsvold
«Ейдсвольд» (норв. Panserskip Eidsvold)— військовий корабель, панцерник берегової оборони головний у своєму типі, що перебував на службі Королівського військово-морського флоту Норвегії з 1901 до 1940 року.
Панцерник «Ейдсвольд» був закладений 1899 році на верфі британської компанії Armstrong Whitworth у Ньюкасл-апон-Тайні на замовлення Королівського норвезького флоту. 14 червня 1900 року він був спущений на воду, а 7 лютого 1901 року увійшов до складу Королівських ВМС Норвегії.
Корабель фактично не брав участь у бойових діях на морі, перший і останній бій прийняв 9 квітня 1940 року, під час якого був затоплений німецьким есмінцем безпосередньо у бухті Нарвіка.

## Історія служби
Вранці 9 квітня 1940 року німецьке корабельне угруповання з десантом на борту під прикриттям туману та сильного снігу увійшло в Уфут-фіорд. Німці зв'язалися з капітаном «Ейдсвольда», вимагаючи, щоб він здався, і коли цей ультиматум був відхилений, готовий до бою німецький ескадрений міноносець «Вільгельм Гайдкамп» торпедував «Ейдсвольд», перш ніж норвезький панцерник встигнув вистрілити з гармати. 175 членів екіпажу загинуло разом з бойовим кораблем, вціліло тільки 6 людей.